# Pygmaeomorpha
Pygmaeomorpha is een geslacht van vlinders van de familie slakrupsvlinders (Limacodidae).

## Soorten
- P. aenea Hering, 1931
- P. binocularis Hering, 1931
- P. brunnea Bethune-Baker, 1904
- P. crassilinea Hering, 1931
- P. flavula Hering, 1931
- P. modesta Bethune-Baker, 1904
- P. nigrisignum Hering, 1931
- P. ocularis Lucas, T.P., 1895
- P. rotundata Hering, 1931